# 총상꽃차례

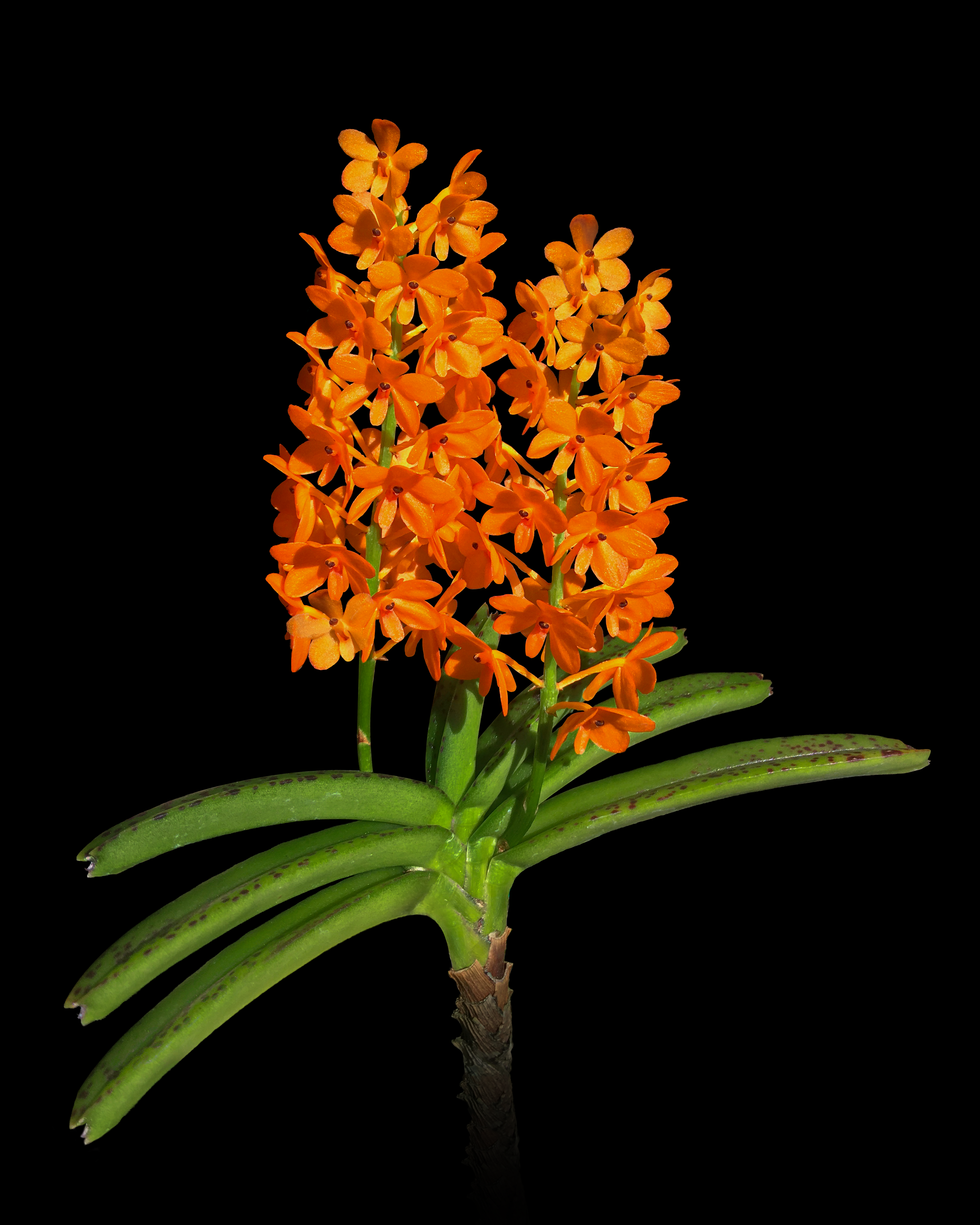
착생 난초인 반다 가라이(Vanda garaii)의 꽃차례는 전형적인 총상화서이다.

총상화서(總狀花序, 영어:raceme(/reɪˈsiːm/ 또는 /rəˈsiːm/) 또는 racemoid)는 분지하지 않는 무한화서로  꽃이 있는 순에 짧은 꽃대가 있는 꽃들을 가지고 있다. 가장 오래된 꽃이 아래쪽 가까이에서 자라며 새로운 꽃은 정해진 성장 제한 없이 순이 커짐에 따라 생겨난다. 총상화서의 예에는 겨자(배추속) 및 무( 무속)가 있다.

Raceme
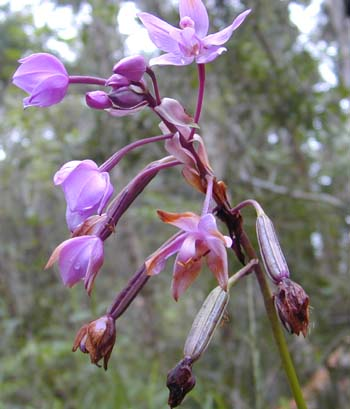
Spathoglottis plicata는 전형적인 총상화서이다.
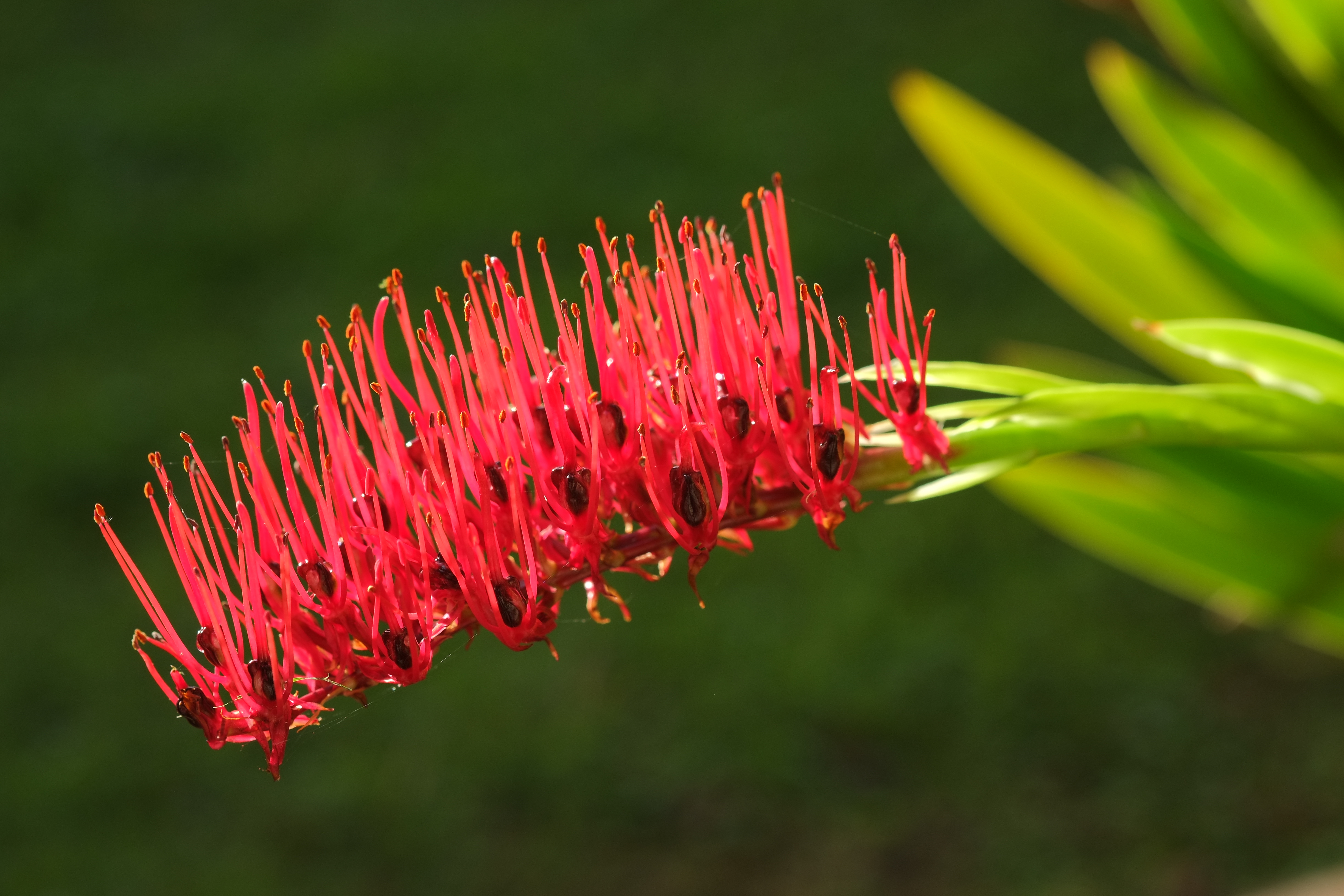
빨간 수술이 도드라지고 빽빽한 총상화서를 보이는 Xeronema callistemon

## 어원
고전 라틴어에서 racemus(발음:라세무스)는 포도송이이다.

## 같이 보기
- 산방화서
- 산형화서
- 원추화서
- 수상화서

1. ↑  Oxford English Dictionary. Raceme 2. Bot. A type of inflorescence in which the flowers are arranged on short, nearly equal, lateral pedicels, at equal distances along a single elongated axis